# María Teresa Day
María Teresa Day (Mendoza; 22 de febrero de 1971) es una abogada, profesora y jueza argentina.

## Estudios
Day se recibió de abogada en la Universidad de Mendoza, en 1995. En 2006 realizó un posgrado de actualización de la Facultad de Derecho de la Universidad Nacional de Cuyo. En 2008 obtuvo una diplomatura en Control y Auditoría del Sector Pública, otorgada por la Facultad de Ciencias Económicas de la Universidad de Cuyo.

## Trayectoria
Day comenzó a trabajar en el Poder Judicial de Mendoza, primero como personal técnico administrativo (1990-1996), luego como secretaria de juzgado (1996-1999), y por último como secretaria de Cámara (1999-2004). Entre 2004 y 2009, se desempeñó como Inspectora del Ministerio Público Fiscal de Mendoza. Desde el 27 de abril de 2009, ejerció como Coordinadora General del Ministerio Público Fiscal.

## Suprema Corte de Justicia de Mendoza
El 2 de junio de 2020, María Teresa Day fue postulada por el gobernador Rodolfo Suárez como sucesora de Jorge Nanclares en la Suprema Corte de Justicia de la provincia, luego de que éste renunciara a su cargo. La oposición, compuesta principalmente por el kirchnerismo, se opuso a la postulación de Day como nueva miembro de la Corte, alegando que no cumplía con los requisitos para ocupar el cargo. Sin embargo, el 30 de junio de 2020, la Cámara de Senadores determinó que Day cumplía con los requisitos necesarios, votando en su mayoría por la aprobación de Day en el cargo. Ese mismo día, Day prestó juramento para ocupar el cargo.

## Vida personal
Teresa Day profesa la fe católica. Algunas fuentes la vinculan con el Opus Dei, aunque Day ha desmentido esas versiones.
En varias oportunidades, Day ha dejado en claro su postura provida, es decir, en contra del aborto.

## Publicaciones
- Day, María Teresa, (2000), La protección del niño en el ordenamiento jurídico constitucional argentino. Especial referencia al derecho mendocino. Voces Jurídicas. Gran Cuyo. La Ley Año 5, N.º 5, p. 552-564.
- Day, María Teresa y Parma, Carlos Alberto, (2001), Aplicabilidad de la Convención Internacional de los Derechos del Niño.
- Day, María Teresa, (2002), Garantías del menor en el proceso penal de menores. Garantías y Procesos Constitucionales.
- Day, María Teresa, (2019), Buenas prácticas en el Ministerio Público Fiscal de la Provincia de Mendoza.